# Warren (comté de Tyler, Texas)
Pour les articles homonymes, voir Warren.
Warren est une census-designated place située dans le comté de Tyler, dans l’État du Texas, aux États-Unis. Sa population s’élevait à 91 habitants lors du recensement de 2010.